# Clinopodium caricum
Clinopodium caricum — вид квіткових рослин з родини глухокропивових (Lamiaceae).

## Біоморфологічна характеристика
Багаторічна рослина з дерев'яним коренем; стебла численні, тонкі, 15–30 см, рідко і коротко розпростерто-запушені. Листки широкояйцеподібні, лише 5–10 × 3–6 мм, плоскі, тонкі, від тупих до субгострих; листкова ніжка 1–2 мм. Суцвіття 7–15 × 1–2 см, щитоподібне. Чашечка 2.5–3 мм, актиноморфна, жилки розріджено запушені, шийка гола; зубці рівні, ≈ 0.5 мм, 1/4–1/5 довжини чашечки, трикутні, коротко загострені. Віночок ліловий, 5–7 мм. Пиляки майже не виступають із трубки. Горішки яйцеподібні, 1 × 0.5 мм. Квітує у липні.

## Поширення
Ареал: пд.-зх. Туреччина.
Населяє вапнякові скелі в лісі Pinus nigra.

## Синоніми
- Micromeria carica P.H.Davis
- Satureja carica (P.H.Davis) Greuter & Burdet